# Mietvilla Lutherstraße 4 (Radebeul)
Die Mietvilla Lutherstraße 4 steht im Stadtteil Kötzschenbroda der sächsischen Stadt Radebeul. Sie wurde 1896/97 durch den Baumeister Ernst Kießling errichtet.

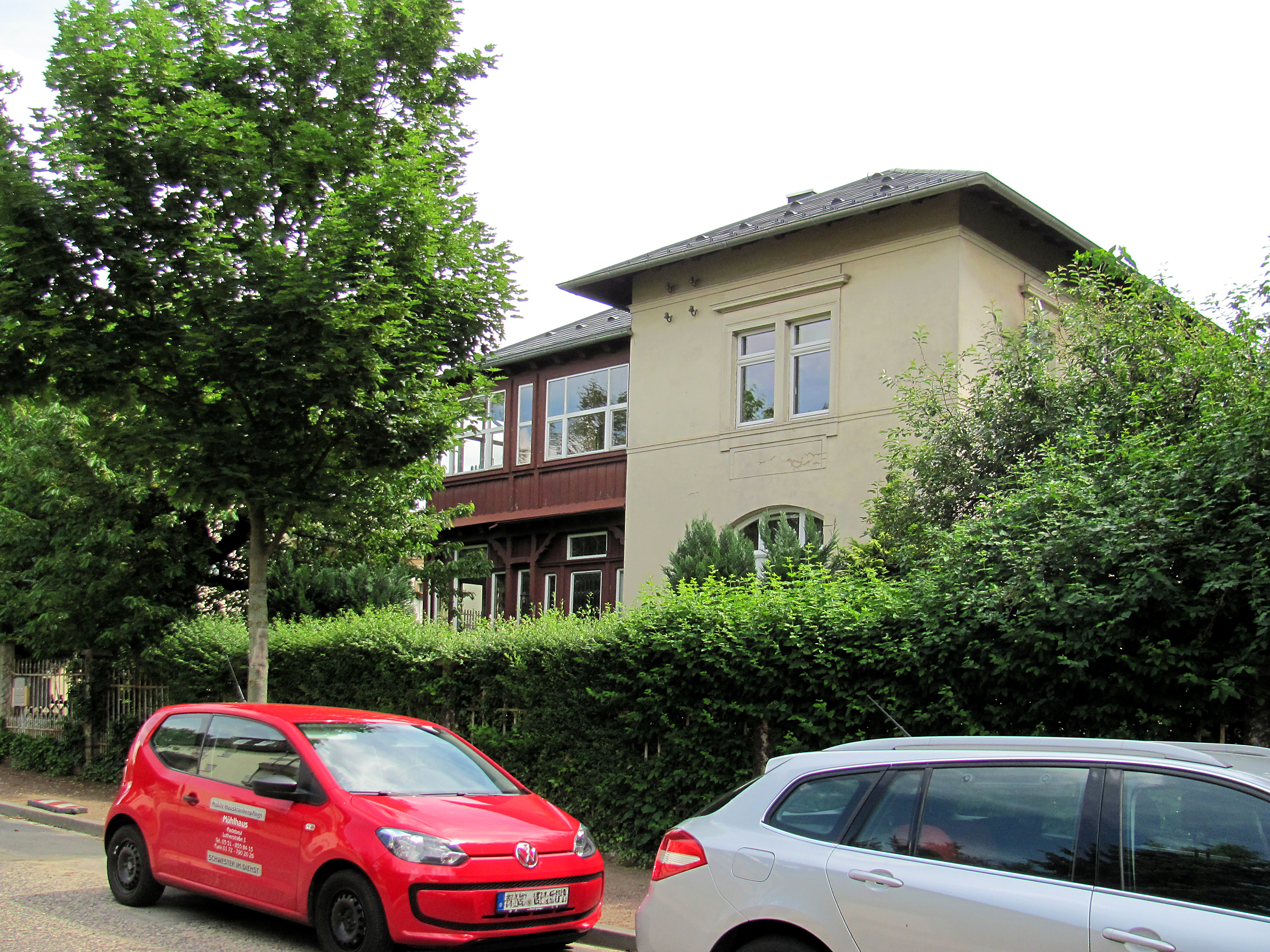
Mietvilla Lutherstraße 4

## Beschreibung
Die zweigeschossige, mitsamt der Einfriedung und der Toreinfahrt denkmalgeschützte Mietvilla steht auf einem Syenit-Bruchsteinsockel. Sie hat einen „asymmetrische[n] Grund- und Aufriss“ sowie ein überkragendes, schiefergedecktes Walmdach.
In der Straßenansicht nach Westen steht rechts ein breiter Seitenrisalit mit Zwillingsfenster oben und breitem Segmentbogenfenster unten, dazu eine Walmbedachung. Vor der linken Rücklage steht eine zweigeschossige Veranda mit einer Freitreppe zum Vorgarten.
Der Putzbau wird durch Putzbänder gegliedert. Die Fenster werden von Sandsteinumrandungen eingefasst, dazu kommen Verdachungen.
Die Einfriedung ist ein Lanzettzaun mit Sandsteinpfeilern.